# Haliplidae
Famille
Les Haliplidae sont une famille de petits coléoptères aquatiques, qui regroupe environ 200 espèces en cinq genres, distribués dans le monde entier.
Ils sont considérés comme relativement mauvais nageurs et pour cette raison parfois nommés crawling water beetles (« coléoptères aquatiques rampants ») en anglais.

## Description

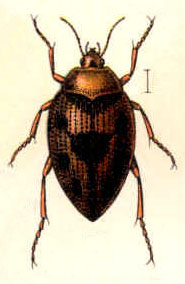
Haliplus est une des espèces typiques de la famille des Haliplidae

Leur forme est généralement ovale, avec des longueurs variant de 1,5 à 5 millimètres.
Couleur : jaunâtre à brun clair. Leurs élytres sont fréquemment ornés de pointillés clairs et foncés (10 rangées ou plus)
Les yeux dépassent distinctement d'une tête petite.

Les pattes sont garnies de poils natatoires, mais la caractéristique la plus distinctive de cette famille est la présence d’une grande plaque ventrale permettant d’entreposer une petite quantité d’air, complémentaire de celle stockée sous les élytres
Les Haliplidés vivent dans la végétation aquatique sur l’écotone constitué par les berges et les bords de petites étendues d’eau stagnantes, de lacs, fossés et parfois de cours d’eau calmes.
Les adultes sont omnivores, consommant des œufs d'insectes, des petits crustacés, des hydrozoaires, des polypes et des algues, alors que les larves ne se nourrissent que d’algues.

## Reproduction et développement
Dans cette famille, les espèces de Peltodytes déposent leurs œufs sur la surface de plantes aquatiques, alors que les Haliplus « mastiquent » une cavité dans les plantes pour y protéger leurs œufs.
Il y a trois stades larvaires et la pupe est formée sur la terre dans une chambre construite dans le sol par la larve.

## Classification

### Taxonomie
- Genre Cretihaliplus Ren, Zhu & Lu, 1995 (fossile)
- Genre Algophilus Zimmermann, 1924
- Genre Apteraliplus Chandler, 1943
- Genre Brychius Thomson, 1859
- Genre Haliplus Latreille, 1802
  - Sous-genre Haliplidius Guignot, 1928
  - Sous-genre Haliplus Latreille, 1802
  - Sous-genre Liaphlus Guignot, 1928
  - Sous-genre Neohaliplus Netolitzky, 1911
  - Sous-genre Paraliaphlus Guignot, 1930
  - Sous-genre Phalilus Guignot, 1935
- Genre Peltodytes Régimbart, 1879
  - Sous-genre Neopeltodytes Satô, 1963
  - Sous-genre Peltodytes Régimbart, 1879

### Espèces présentes en Europe
- Brychius elevatus (Panzer, 1794)
- Brychius glabratus (A. Villa & J. B. Villa, 1835)
- Haliplus confinis Stephens, 1828
- Haliplus obliquus (Fabricius, 1787)
- Haliplus varius Nicolai, 1822
- Haliplus apicalis Thomson, 1868
- Haliplus fluviatilis Aubé, 1836
- Haliplus fulvicollis Erichson, 1837
- Haliplus furcatus Seidlitz, 1887
- Haliplus heydeni Wehncke, 1875
- Haliplus immaculatus Gerhardt, 1877
- Haliplus interjectus Lindberg, 1937
- Haliplus lineolatus Mannerheim, 1844
- Haliplus ruficollis (De Geer, 1774)
- Haliplus sibiricus Motschulsky, 1860
- Haliplus wehnckei Gerhardt, 1877
- Haliplus zacharenkoi Gramma & Prisny, 1973
- Haliplus andalusicus Wehncke, 1874
- Haliplus astrakhanus Vondel, 1991
- Haliplus dalmatinus Müller, 1900
- Haliplus flavicollis Sturm, 1834
- Haliplus fulvus (Fabricius, 1801)
- Haliplus gafnyi Vondel, 1991
- Haliplus guttatus Aubé, 1836
- Haliplus kulleri Vondel, 1988
- Haliplus laminatus (Schaller, 1783)
- Haliplus maculatus Motschulsky, 1860
- Haliplus mucronatus Stephens, 1828
- Haliplus rubidus Perris, 1857
- Haliplus variegatus Sturm, 1834
- Haliplus lineatocollis (Marsham, 1802)
- Haliplus ruficeps Chevrolat, 1861
- Peltodytes caesus (Duftschmid, 1805)
- Peltodytes rotundatus (Aubé, 1836)

### Groupe séparé?
Les haliplidés sont-ils un groupe séparé ? La plupart des entomologistes croient qu'ils se sont développés à partir des coléoptères terrestres séparément d'autres types de coléoptères aquatiques.
Vondel B.J. van 2005: Haliplidae, pp. 20-86. In: Nilsson A.N. & Vondel B.J. van. 2005. Amphizoidae, Aspidytidae, Haliplidae, Noteridae and Paelobiidaer (Coleoptera, Adephaga).
Vondel B.J. van 2007: World Catalogue of Haliplidae - corrections and additions 1 (Coleoptera: Haliplidae). - Koleopterologische Rundschau 77: 89-96.

## Menaces
La richesse et la diversité génétique de ce groupe ont probablement beaucoup régressé avec la disparition, la dégradation et la fragmentation de leur habitat.
Une espèce,  Brychius hungerfordi, est classée en voie de disparition aux USA, n’étant plus trouvée que dans le Michigan et en Ontario.